# Copa Europea de Fútbol Playa
La Copa Europea de Fútbol Playa, originalmente conocida como European Pro Beach Soccer Championships hasta 2004, es una competición de fútbol playa bienal (anteriormente anual) disputada entre seleccionados nacionales masculinos y femeninos europeos. Es organizada por la Beach Soccer Worldwide (BSWW). Desde su inicio en 1998, el prestigio del torneo se mantiene como una de las competiciones de fútbol playa más antigua de Europa y del mundo.

## Historia
Históricamente, los ocho mejores equipos de la clasificación de la Euro Beach Soccer League del año anterior se clasifica para disputar la copa, de ahí el nombre similar, con la primera edición en 1998 comenzando después de la primera temporada de la EBSL a principios de año, lo que la convierte en uno de los principales torneos de prestigio del fútbol playa. Sin embargo, debido a la saturación en el calendario en los últimos años, el campeonato que alguna vez fue un gran campeonato, ha quedado un poco retrasado. Los equipos participantes no siempre son los mejores clasificados como en el pasado (especialmente en 2008 y 2014), los requisitos de entrada son más laxos / se reducen a la invitación, y el torneo se ha trasladado a cada dos años, la última edición anual en 2010. 
Portugal es el equipo más exitoso y el actual campeón, habiendo ganado el torneo por séptima vez en 2016 y no ha podido ganar desde 2006.
La copa se juega como un torneo de Eliminación directa, excepto en las ediciones de 1998, 2008 y 2014, cuando se usó primero una fase de grupos antes de una serie de rondas eliminatorias.
En 2016, la BSWW comenzó una edición femenina del evento, que se celebra anualmente.

## Campeonato masculino
| Año  | Sede       | Campeón  | Final Resultado | Subcampeón | Tercer lugar | Resultado      | Cuarto lugar |
| ---- | ---------- | -------- | --------------- | ---------- | ------------ | -------------- | ------------ |
| 1998 | Siracusa   | Portugal | 3:2             | España     | Italia       | 11:4           | Alemania     |
| 1999 | Alicante   | España   | 6:2             | Portugal   | Francia      | 8:7            | Italia       |
| 2001 | Maspalomas | Portugal | 4:3             | España     | Italia       | 5:4            | Alemania     |
| 2002 | Barcelona  | Portugal | 2:1             | España     | Francia      | 9:6            | Italia       |
| 2003 | Lieja      | Portugal | 6:3             | Francia    | España       | 6:3            | Alemania     |
| 2004 | Lisboa     | Portugal | 8:3             | España     | Italia       | 9:9 (4-3 pen.) | Francia      |
| 2005 | Moscú      | Suiza    | 4:3             | Rusia      | Portugal     | 5:4            | Ucrania      |
| 2006 | Nápoles    | Portugal | 9:8             | Francia    | Italia       | 6:4            | Suiza        |
| 2007 | Tarragona  | Ucrania  | 3:0             | Francia    | Portugal     | 2:1            | Suiza        |
| 2008 | Bakú       | España   | 2:0             | Suiza      | Azerbaiyán   | 4:3            | Noruega      |
| 2009 | Roma       | España   | 6:4             | Suiza      | Portugal     | 7:5            | Hungría      |
| 2010 | Roma       | Rusia    | 6:4             | Portugal   | Italia       | 5:4            | España       |
| 2012 | Moscú      | Rusia    | 4:2             | Portugal   | Suiza        | 5:4            | Italia       |
| 2014 | Bakú       | España   | 8:6             | Suiza      | Rusia        | 7:4            | Grecia       |
| 2016 | Belgrado   | Portugal | 6:3             | Italia     | Rusia        | 8:0            | Hungría      |

### Palmarés
| Equipo     | Campeón                                      | Subcampeón                 | Tercer lugar                     | Cuarto lugar         |
| ---------- | -------------------------------------------- | -------------------------- | -------------------------------- | -------------------- |
| Portugal   | 7 (1998, 2001, 2002, 2003, 2004, 2006, 2016) | 3 (1999, 2010, 2012)       | 3 (2005, 2007, 2009)             | -                    |
| España     | 4 (1999, 2008, 2009, 2014)                   | 4 (1998, 2001, 2002, 2004) | 1 (2003)                         | 1 (2010)             |
| Rusia      | 2 (2010, 2012)                               | 1 (2005)                   | 2 (2014, 2016)                   | -                    |
| Suiza      | 1 (2005)                                     | 3 (2008, 2009, 2014)       | 1 (2012)                         | 2 (2006, 2007)       |
| Ucrania    | 1 (2007)                                     | -                          | -                                | 1 (2005)             |
| Francia    | -                                            | 3 (2003, 2006, 2007)       | 2 (1999, 2002)                   | 1 (2004)             |
| Italia     | -                                            | 1 (2016)                   | 5 (1998, 2001, 2004, 2006, 2010) | 3 (1999, 2002, 2012) |
| Azerbaiyán | -                                            | -                          | 1 (2008)                         | -                    |
| Alemania   | -                                            | -                          | -                                | 3 (1998, 2001, 2003) |
| Hungría    | -                                            | -                          | -                                | 2 (2009, 2016)       |
| Grecia     | -                                            | -                          | -                                | 1 (2014)             |
| Noruega    | -                                            | -                          | -                                | 1 (2008)             |

## Campeonato femenino
| Año          | Sede    | Campeón                                | Final Resultado                        | Subcampeón                             | Tercer lugar                           | Resultado                              | Cuarto lugar                           |
| ------------ | ------- | -------------------------------------- | -------------------------------------- | -------------------------------------- | -------------------------------------- | -------------------------------------- | -------------------------------------- |
| 2016 Detalle | Cascais | España                                 | 2:1                                    | Suiza                                  | Portugal                               | 6:6 (2:0 pen.)                         | Inglaterra                             |
| 2017 Detalle | Nazaré  | Inglaterra                             | 4:3                                    | Suiza                                  | Países Bajos                           | 1:0                                    | República Checa                        |
| 2018 Detalle | Nazaré  | Rusia                                  | 2:0                                    | España                                 | Suiza                                  | 6:3                                    | Inglaterra                             |
| 2019 Detalle | Nazaré  | Rusia                                  | 3:2                                    | España                                 | Suiza                                  | 6:5 (pró.)                             | Inglaterra                             |
| 2020         | Nazaré, | Cancelado por la Pandemia de COVID-19. | Cancelado por la Pandemia de COVID-19. | Cancelado por la Pandemia de COVID-19. | Cancelado por la Pandemia de COVID-19. | Cancelado por la Pandemia de COVID-19. | Cancelado por la Pandemia de COVID-19. |

### Palmarés
| Equipo          | Campeón        | Subcampeón     | Tercer lugar   | Cuarto lugar         |
| --------------- | -------------- | -------------- | -------------- | -------------------- |
| Rusia           | 2 (2018, 2019) | -              | -              | -                    |
| España          | 1 (2016)       | 2 (2018, 2019) | -              | -                    |
| Inglaterra      | 1 (2017)       | -              | -              | 3 (2016, 2018, 2019) |
| Suiza           | -              | 2 (2016, 2017) | 2 (2018, 2019) | -                    |
| Portugal        | -              | -              | 1 (2016)       | -                    |
| Países Bajos    | -              | -              | 1 (2017)       | -                    |
| República Checa | -              | -              | -              | 1 (2017)             |

## Premios y reconocimientos

### Torneo masculino
| Año  | Goleador                              | Goles | Mejor jugador       | Mejor portero        |
| ---- | ------------------------------------- | ----- | ------------------- | -------------------- |
| 1998 | Alan                                  | ?     | Alan                | Thomas Gruetter      |
| 1999 | —                                     | —     | —                   | —                    |
| 2001 | Marco Bruschini                       | ?     | Madjer              | Roberto Valeiro      |
| 2002 | Amarelle                              | ?     | Madjer              | Jürgen Rollmann      |
| 2003 | Massimo Agostini                      | ?     | Hernani Madruga     | Claude Barrabe       |
| 2004 | Madjer                                | ?     | Madjer              | João Carlos          |
| 2005 | Pasquale Carotenuto                   | ?     | Andrey Bukhlitskiy  | Nico Jung            |
| 2006 | Pasquale Carotenuto                   | ?     | Pasquale Carotenuto | Christophe Eggimann  |
| 2007 | Dejan Stankovic                       | ?     | Jérémy Basquaise    | Volodymyr Hladchenko |
| 2008 | Dejan Stankovic                       | ?     | Nico                | Roberto Valeiro      |
| 2009 | Madjer                                | ?     | Nico                | Nico Jung            |
| 2010 | Madjer                                | ?     | Ilya Leonov         | Andrey Bukhlitskiy   |
| 2012 | Madjer Dejan Stankovic Giuseppe Soria | 6     | Aleksey Makarov     | Andrey Bukhlitskiy   |
| 2014 | Noel Ott                              | 11    | Juanma              | Dávid Ficsór         |
| 2016 | Gabriele Gori                         | 6     | Elinton Andrade     | Elinton Andrade      |

### Torneo femenino
| Año  | Goleadora                                                                 | Goles | Mejor jugadora       | Mejor portera    |
| ---- | ------------------------------------------------------------------------- | ----- | -------------------- | ---------------- |
| 2016 | Molly Clark                                                               | 6     | Andrea Mirón         | Suzanne Stutz    |
| 2017 | Gemma Hillier                                                             | 5     | Grytsje Van den Berg | Lucy Quinn       |
| 2018 | Anastasia Gorshkova                                                       | 5     | Marina Fedorova      | María José Pons  |
| 2019 | Molly Clark Anna Cherniakova Marina Fedorova Nathalie Schenk Eva Bachmann | 4     | Marina Fedorova      | Viktoriia Silina |

## Clasificación general masculina
- Actualizado a la edición 2016.

| Pos | Equipo       | Part. | PJ | G  | G+ | GP | P  | GF  | GC  | Dif. | Pts |
| --- | ------------ | ----- | -- | -- | -- | -- | -- | --- | --- | ---- | --- |
| 1   | Portugal     | 13    | 42 | 31 | 2  | 3  | 6  | 237 | 146 | +91  | 100 |
| 2   | España       | 15    | 44 | 28 | 0  | 1  | 15 | 243 | 160 | +83  | 85  |
| 3   | Suiza        | 14    | 42 | 18 | 0  | 2  | 22 | 203 | 198 | +5   | 56  |
| 4   | Italia       | 14    | 40 | 15 | 1  | 1  | 23 | 217 | 210 | +7   | 48  |
| 5   | Francia      | 12    | 35 | 15 | 1  | 1  | 18 | 181 | 197 | -16  | 48  |
| 6   | Rusia        | 6     | 18 | 14 | 0  | 0  | 4  | 88  | 48  | +40  | 42  |
| 7   | Ucrania      | 3     | 9  | 6  | 0  | 0  | 3  | 41  | 31  | +10  | 18  |
| 8   | Polonia      | 4     | 12 | 5  | 0  | 1  | 6  | 41  | 57  | -16  | 16  |
| 9   | Hungría      | 5     | 15 | 4  | 0  | 1  | 10 | 48  | 76  | -28  | 13  |
| 10  | Inglaterra   | 3     | 9  | 4  | 0  | 0  | 5  | 31  | 37  | -6   | 12  |
| 11  | Alemania     | 5     | 16 | 3  | 0  | 1  | 12 | 66  | 92  | -26  | 10  |
| 12  | Bélgica      | 3     | 9  | 3  | 0  | 0  | 6  | 45  | 51  | -6   | 9   |
| 13  | Azerbaiyán   | 2     | 6  | 2  | 0  | 0  | 4  | 21  | 25  | -4   | 6   |
| 14  | Noruega      | 2     | 6  | 2  | 0  | 0  | 4  | 24  | 44  | -20  | 6   |
| 15  | Turquía      | 1     | 3  | 1  | 0  | 0  | 2  | 9   | 13  | -4   | 3   |
| 16  | Austria      | 2     | 6  | 1  | 0  | 0  | 5  | 23  | 47  | -24  | 3   |
| 17  | Grecia       | 2     | 6  | 0  | 1  | 0  | 5  | 18  | 33  | -15  | 2   |
| 18  | Rumania      | 1     | 3  | 0  | 0  | 0  | 3  | 6   | 15  | -9   | 0   |
| 19  | Países Bajos | 1     | 3  | 0  | 0  | 0  | 3  | 10  | 25  | -15  | 0   |
| 20  | Irlanda      | 1     | 3  | 0  | 0  | 0  | 3  | 9   | 32  | -23  | 0   |
| 21  | Serbia       | 2     | 5  | 0  | 0  | 0  | 5  | 6   | 33  | -27  | 0   |

## Desempeño masculino
|                               | 1998 (7) | 1999 (4) | 2001 (8) | 2002 (8) | 2003 (8) | 2004 (8) | 2005 (8) | 2006 (8) | 2007 (8) | 2008 (6) | 2009 (8) | 2010 (8) | 2012 (8) | 2014 (6) | 2016 (8) | Part. |
| ----------------------------- | -------- | -------- | -------- | -------- | -------- | -------- | -------- | -------- | -------- | -------- | -------- | -------- | -------- | -------- | -------- | ----- |
| Azerbaiyán                    | •        | •        | •        | •        | •        | •        | •        | •        | •        | 3º       | •        | •        | •        | 6º       | •        | 2     |
| Austria                       | •        | •        | •        | •        | QF       | •        | •        | QF       | •        | •        | •        | •        | •        | •        | •        | 2     |
| Bélgica                       | •        | •        | •        | •        | 5º       | QF       | QF       | •        | •        | •        | •        | •        | •        | •        | •        | 3     |
| Inglaterra                    | •        | •        | •        | 5º       | •        | 5º       | •        | •        | •        | 6º       | •        | •        | •        | •        | •        | 3     |
| Francia                       | R1       | 4º       | QF       | 3º       | 2º       | 4º       | QF       | 2º       | 2º       | •        | 6º       | QF       | QF       | •        | •        | 12    |
| Alemania                      | 4º       | •        | 4º       | 6º       | 4º       | •        | •        | QF       | •        | •        | •        | •        | •        | •        | •        | 5     |
| Grecia                        | •        | •        | •        | •        | •        | •        | •        | •        | QF       | •        | •        | •        | •        | 4º       | •        | 2     |
| Hungría                       | •        | •        | •        | •        | •        | •        | •        | 6º       | •        | •        | 4º       | QF       | •        | 5º       | 4º       | 5     |
| Irlanda                       | •        | •        | •        | QF       | •        | •        | •        | •        | •        | •        | •        | •        | •        | •        | •        | 1     |
| Italia                        | 3º       | 3º       | 3º       | 4º       | 6º       | 3º       | 6º       | 3º       | QF       | 5º       | QF       | 3º       | 4º       | •        | 2º       | 14    |
| Países Bajos                  | •        | •        | QF       | •        | •        | •        | •        | •        | •        | •        | •        | •        | •        | •        | •        | 1     |
| Noruega                       | •        | •        | •        | •        | •        | 6º       | •        | •        | •        | 4º       | •        | •        | •        | •        | •        | 2     |
| Polonia                       | •        | •        | •        | •        | •        | •        | •        | •        | 5º       | •        | QF       | 6º       | 5º       | •        | •        | 4     |
| Portugal                      | 1º       | 2º       | 1º       | 1º       | 1º       | 1º       | 3º       | 1º       | 3º       | •        | 3º       | 2º       | 2º       | •        | 1º       | 13    |
| Rumania                       | •        | •        | •        | •        | •        | •        | •        | •        | •        | •        | •        | •        | QF       | •        | •        | 1     |
| Rusia                         | •        | •        | •        | •        | •        | •        | 2º       | •        | •        | •        | 5º       | 1º       | 1º       | 3º       | 3º       | 6     |
| Serbia (Incluye a Yugoslavia) | R1       | •        | •        | •        | •        | •        | •        | •        | •        | •        | •        | •        | •        | •        | 8º       | 2     |
| España                        | 2º       | 1º       | 2º       | 2º       | 3º       | 2º       | 5º       | 5º       | 6º       | 1º       | 1º       | 4º       | 6º       | 1º       | 7º       | 15    |
| Suiza                         | R1       | •        | QF       | QF       | QF       | QF       | 1º       | 4º       | 4º       | 2º       | 2º       | 5º       | 3º       | 2º       | 6º       | 14    |
| Turquía                       | •        | •        | QF       | •        | •        | •        | •        | •        | •        | •        | •        | •        | •        | •        | •        | 1     |
| Ucrania                       | •        | •        | •        | •        | •        | •        | 4º       | •        | 1º       | •        | •        | •        | •        | •        | 5º       | 3     |

### Simbología
| - 1º – Campeón - 2º – Finalista - 3º – 3º Lugar - 4º – 4º Lugar - 5º — Quinto lugar - 6º — Sexto lugar | - 7º — Séptimo lugar - 8º — Octavo lugar - QF — Cuartos de final o séptimo/octavo lugar - R1 — Primera ronda (fase de grupos) - • — No participó - — Anfitrión |